# Göksnåre naturreservat
Göksnåre naturreservat är ett naturreservat i Tierps kommun i Uppsala län.
Området är naturskyddat sedan 2019 och är 25 hektar stort. Reservatet ligger nordost om Tierp och består av näringsrik granskog.